# HOスケール機甲師団シリーズ

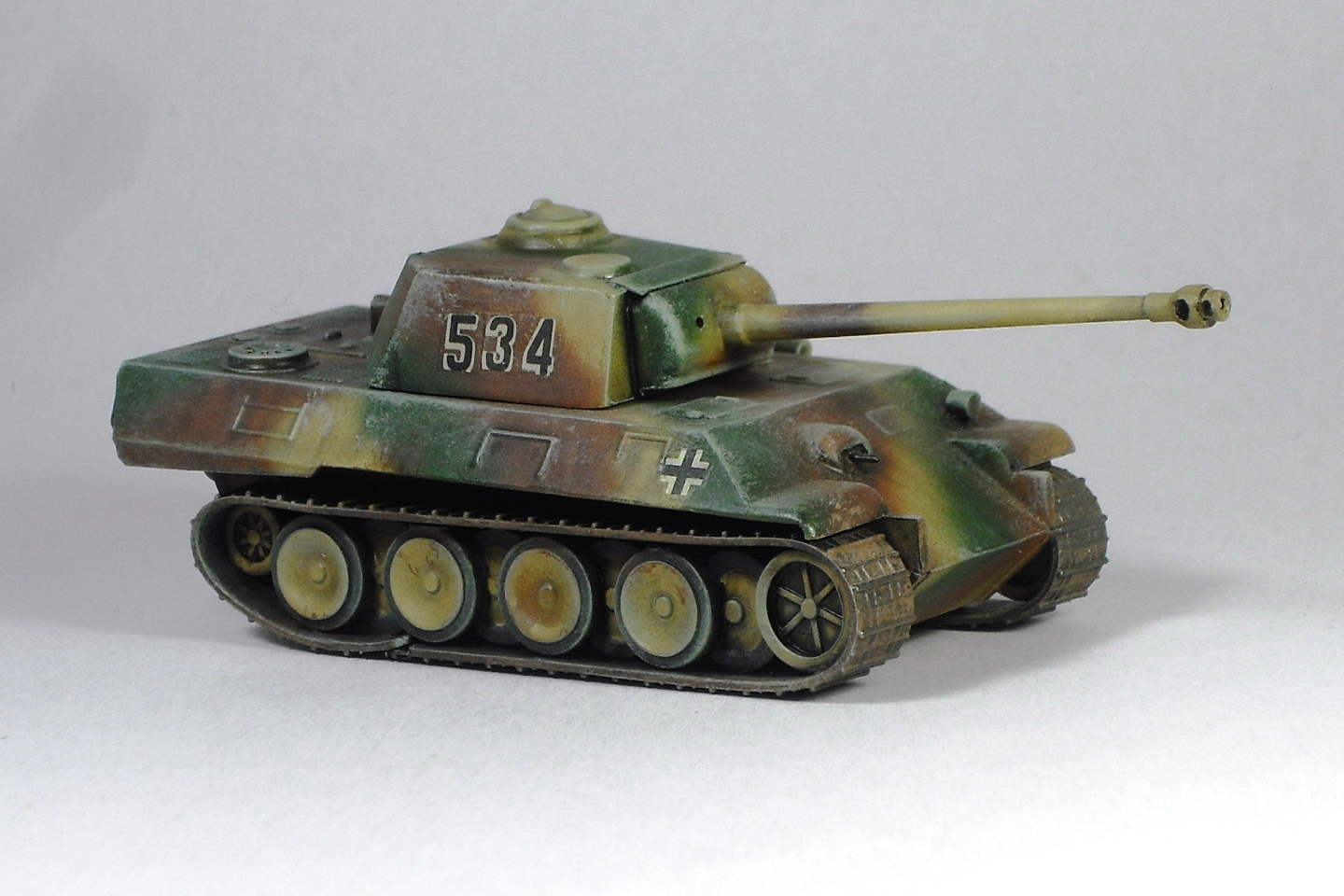
HOスケール機甲師団シリーズ パンサー戦車の完成品

HOスケール機甲師団シリーズは、クラウンモデルと一光模型が共同で1970年代に発売した、HOスケールの戦車プラモデルのシリーズ。

## 概要
クラウンモデルは1960年代の半ばからプラモデルの販売を開始した古参の模型メーカーの1つで、1/144スケールの航空機キットなどで知られており、2011年現在ではモデルガンをメインに扱っている。一光模型は1960年代の初めから1970年代の後半まで活動した初期のプラモデルメーカーである。HOスケール機甲師団シリーズは、この2社が1974年頃に共同で発売したプラモデルのシリーズで、両社5点ずつ計10点が発売された。
本シリーズの車両は、オーストリアのロコのミニタンクシリーズを参考として作られている。ただし、ミニタンクシリーズでは転輪とキャタピラが一体で成形されているのに対し、本シリーズではキャタピラが転輪から分離され、軟質樹脂でベルト状に成形されていた。また、戦車本体以外に、ジープのような小型車両や、バリケードのようなアクセサリーが付属するキットもあった。スケールはHOスケール（1/87）であるが、初期のミニタンクシリーズの一部は1/87より小さめに作られており、本シリーズの一部にもそれが見られる。また、本シリーズにはエアフィックスのOOスケール(1/76スケール）の兵士をコピーしたフィギュアセットも含まれている。
本シリーズでは、シリーズ番号の1、4、7、10、13を一光模型、3、6、9、12、15をクラウンモデルが発売しており、シリーズ番号の2、5、8、11、14は欠番となっている。クラウンモデルと一光模型にミツワを加えた3社は、1973年から74年にかけてIMC模型研究会の名称で、1/144スケールの航空機キットを共同企画で発売しているので、本シリーズの2、5、8、11、14もミツワの開発担当として企画が行われた可能性が高い。
本シリーズの発売された1974年は、ハセガワ、フジミ模型、日東科学などの大手メーカーが、1/72 - 1/76スケールのミリタリーモデルの開発を一斉に進めていた時期であり、キャタピラ等に手を加えてはいるもののロコ製品の焼き直しにしか過ぎない本シリーズは、ほとんど注目を集めることは出来なかった。

## 海外メーカーからの販売
本シリーズは、アメリカのAHM (Associated Hobby Manufacturers)社からも販売されている。AHMは鉄道模型をメインとするメーカーであるが、1960年代から70年代にかけてエアフィックスのプラモデルや、ロコのミニタンクシリーズ、日本のフジミ模型や今井科学、緑商会などのプラモデルの輸入販売も行っていた。本シリーズについても、1970年代半ばにフィギュアセット以外の8点を自社パッケージで販売している。パッケージのデザインは、メーカーロゴを自社のものに変更し、独自の製品番号を加えた以外はほぼオリジナルのものと同じで、シリーズ名や製品名の日本語表記もそのまま残されていた。また、クラウン生産分ではメーカー名の英文表示もそのままであった。

## 製品一覧
下記に製品の一覧をオリジナルおよびAHM発売時の製品番号と共に示す。名称はパッケージの表記に従った。
| シリーズ番号 | メーカー | 製品番号 | AHM   | 名称                             |
| ------------ | -------- | -------- | ----- | -------------------------------- |
| 1            | 一光     | 801      | K-505 | 5号パンサー & 37mm砲             |
| 3            | クラウン | 500      | K-501 | M4シャーマン中戦車 & MBジープ    |
| 4            | 一光     | 804      | K-506 | 6号タイガー重戦車88mm砲          |
| 6            | クラウン | 501      | K-502 | 4号F2中戦車 & キューベルワーゲン |
| 7            | 一光     | 807      | K-507 | T-34/85中戦車                    |
| 9            | クラウン | 502      | K-503 | 3号75mm突撃砲戦車 & 対戦車障害   |
| 10           | 一光     | 811      | K-508 | 155mm榴弾砲とジープ              |
| 12           | クラウン | 503      | K-504 | M40自走砲ビッグショット          |
| 13           | 一光     | 未確認   |       | ドイツ軍歩兵                     |
| 15           | クラウン | 504      |       | ドイツアフリカ軍団セット         |

補足
- シリーズ番号1の37mm砲は、箱絵ではドイツのPaK 36が描かれているが、実際の商品は米軍で使用されたM3に近い。
- シリーズ番号3のジープは、MBジープと明記され、箱絵もそのように描かれているが、実際の商品はM38A1に近い。
- シリーズ番号10のジープは、箱絵にも描かれているダッジ・コマンドカー。ただし、パッケージ側面に掲載されている初期のイラストではMBジープが描かれていた。
- 『日本プラモデル50年史』付録の「昭和プラモデル全リスト」には、シリーズ番号13に相当する製品の記載は無く、15のドイツアフリカ軍団セットはM40自走砲に付属するように記述されている。